# Elecciones del Consejo Regional de Reunión de 2010
Las elecciones del Consejo Regional se celebraron en Reunión en 2010 como parte de las elecciones regionales francesas. Aunque la Alianza por la Reunión recibió la mayor cantidad de votos en la primera vuelta, fue derrotada por la alianza O – UMP – NC – LGM en la segunda vuelta. La alianza O – UMP – NC – LGM ganó 27 de los 45 escaños.

## Resultados
|  | 30.22 % |

|  | 26.43 % |

|  | 13.07 % |

|  | 6.73 % |

|  | 5.92 % |

|  | 5.37 % |

|  | 4.99 % |

|  | 4.94 % |

|  | 0.88 % |

|  | 0.82 % |

|  | 0.54 % |

|  | 0.10 % |

|  | 95.12 % |

|  | 1.96 % |

|  | 2.92 % |

|  | 59.70 % |

|  | 54.73 % |

|  | 45.46 % |

|  | 35.55 % |

|  | 18.99 % |

|  | 96.04 % |

|  | 1.58 % |

|  | 2.38 % |

|  | 59.70 % |

|  | 40.3 % |